# Diego Olivera
Diego Olivera (Buenos Aires, 7 de fevereiro de 1968) é um ator argentino. Tem 22 telenovelas em seu país natal, adicionando 8 telenovelas entre México e Estados Unidos.

## Vida pessoal
Diego Olivera é casado com a popular atriz argentina Mónica Ayos desde 29 de novembro de 2001. Juntos, eles tem uma filha chamada Victória, nascida em 2004 e um filho maior, de um matrimônio anterior de Mónica, chamado Federico Ayos. 
Diego é irmão do também ator argentino Federico Olivera, e cunhado da atriz Soledad Villamil.

## Biografia
Iniciou sua carreira aos 12 anos, no Teatro San Martín com o espetáculo "Escenas de la Calle". 
Sua primeira oportunidade na TV aconteceu em 1994, na telenovela juvenil Montaña rusa. 
Em 2006 protagonizou a versão mexicana da telenovela Montecristo, junto com Silvia Navarro. Esta novela, exibida pela TV Azteca,  teve grande repercussão no México e também mundial, e foi um grande impulso na sua carreira. 
No ano de 2008 interpretou seu segundo protagonista na novela Vivir por ti, também da TV Azteca, e atuou ao lado de Elizabeth Cervantes e Lisset. 
Em 2009, ele regressou à Argentina onde integrou o elenco da novela Herencia de amor. Nesta trama ele fez o papel do antagonista principal e atuou ao lado de Sebastián Estevanez, Luz Cipriota, Natalia Lobo e da sua esposa Mónica Ayros.
Em 2010 ele regressa ao México e assina contrato exclusivo com a Televisa. Neste mesmo ano co-protagonizou a novela Triunfo del amor, junto com Victoria Ruffo, Maite Perroni e Daniela Romo. 
Em 2011 interpretou seu primeiro protagonista na Televisa, na telenovela Amorcito corazón. Ele atuou junto com Elizabeth Álvarez, que também debutava em papel protagônico.
Em 2013 interpretou o antagonista principal da telenovela Mentir para vivir, e dividiu créditos com David Zepeda, Mayrín Villanueva e Altair Jarabo.
Em 2014 coprotagonizou a telenovela Hasta el fin del mundo, junto com Claudia Álvarez.
Em 2016 faz parte do trio protagonista da novela Corazón que miente.
Em 2016 faz parte do trio protagonista da novela Mujeres de negro.
Em 2017 interpretou o antagonista principal da telenovela En tierras salvajes, e dividiu créditos com Claudia Álvarez, Cristián de la Fuente e Horacio Pancheri.

## Carreira

### Televisão
| Ano       | Programa                     | Personagem                          |
| --------- | ---------------------------- | ----------------------------------- |
| 2024-2025 | Sed de venganza              | Eugenio Beltrán                     |
| 2023-2024 | Nadie como tú                | José María "Chema" Figueroa Arce    |
| 2022      | Corazón guerrero             | Augusto Ruíz-Montalvo               |
| 2021      | Vencer el pasado             | Lucio Tinoco                        |
| 2018      | Y mañana será otro día       | Camilo Sarmiento Bedolla            |
| 2017      | En tierras salvajes          | Aníbal Otero Rivelles               |
| 2016      | Mujeres de negro             | Patrício Bernal                     |
| 2016      | Corazón que miente           | Leonardo del Rio Solórzano          |
| 2015      | Lo imperdonable              | Jerónimo del Villar                 |
| 2014-2015 | Hasta el fin del mundo       | Armando Romero                      |
| 2013      | Mentir para vivir            | José Luis Falcón / Francisco Castro |
| 2011-2012 | Amorcito corazón             | Fernando Lobo Carvajal              |
| 2010-2011 | Triunfo del amor             | Padre Juan Pablo Iturbide           |
| 2010      | Alguien que me quiera        | Bautista / Lucas                    |
| 2009-2010 | Herencia de amor             | Lautaro Ledesma                     |
| 2008      | Vivir por ti                 | Juan Carlos Guzmán                  |
| 2006-2007 | Montecristo                  | Santiago Díaz Herrera               |
| 2005      | Amarte así                   | Gregorio Balbuena                   |
| 2005-2006 | Se dice amor                 | José Luis "El Puma" Gutiérrez       |
| 2004-2005 | Floricienta                  | Facundo                             |
| 2004      | Piel naranja... años después | Facundo "El Potro"                  |
| 2002      | 1000 millones                | Luis Mujica                         |
| 2001-2002 | Provócame                    | Martín                              |
| 1996-1997 | Zíngara                      | Francisco "Pancho"                  |
| 1996      | 90 60 90 Modelos             | Lucas Grimaldi                      |
| 1995-1997 | Por siempre mujercitas       | Julio Olazábal                      |

### Cinema
- Ningún Amor es Perfect 2003
- Ningún Amor es Perfecto 2007

### Teatro
- Escenas de la calle
- Tom Sawyer
- La Bella y la Bestia
- 101 Dálmatas
- Confesiones
- 5 gays.com
- Bingo

## Prêmios e indicações

### Prêmios TVyNovelas
| Ano  | Categoria                         | Telenovela             | Resultado |
| ---- | --------------------------------- | ---------------------- | --------- |
| 2014 | Melhor ator antagonista           | Mentir para vivir      | Indicado  |
| 2016 | Melhor ator co-protagonista       | Hasta el fin del mundo | Indicado  |
| 2017 | Melhor ator co-protagonista       | Corazón que miente     | Indicado  |
| 2017 | Melhor ator protagonista de série | Mujeres de negro       | Venceu    |